# Cântecul de jale al lui David
Cântecul de jale al lui David (în ebraică cunoscut sub numele de Kinat David קינת דוד) este, în Biblia ebraică și Vechiul Testament, cântecul de jale rostit de David la moartea regelui Saul și a fiului acestuia Ionatan în timpul luptei cu filistenii pe Muntele Ghilboa. 
Cântarea exprimă tristețea și suferința sufletească în fața pierderii regelui erou și a fiului, prieten de suflet al cântărețului îndoliat.
Ea este una din creațiile poetice cele mai renumite din Biblia ebraică. Expresii și versuri din ea sunt citate adesea în limba ebraică și în alte limbi până în zilele noastre.
Elegia lui David apare în Cartea a doua a lui Samuil (pentru creștinii ortodocși Cartea a doua a Regilor) în capitolul 1. Ea începe cu introducerea povestitorului biblic (versetele 17-18) și conține  9 versete (19-27). Structura cântării nu este caracteristică elegiilor, ci mai degrabă cântecelor de triumf din poezia ebraică antică. 
„
19.“Podoaba ta, Israele, a fost doborâtă pe înălțimile tale! Cum au căzut vitejii!
20. Nu vestiți în Gat și nu dați de știre pe ulițele Ascalonului, ca să nu se bucure fiicele Filistenilor, ca să nu prăznuiasca fiicele celor netăiați împrejur!
21. Munților Ghelboa, să nu mai cadă pe voi nici rouă, nici ploaie; și să nu mai fie pe voi țarini roditoare, căci acolo a fost doborât scutul celor războinici, scutul lui Saul, ca și cum n-ar fi fost uns cu untdelemn sfințit.
22. Arcul lui Ionatan nu se întorcea fără sânge de răniți, fără grăsimea celor puternici, nici sabia lui Saul nu se învârtea zadarnic!
23. Saul și Ionatan, cei iubiți și uniți în viața lor, nici la moarte nu s-au despărțit. Fost-au mai iuți decât vulturii și mai puternici decât leii!
24. Fiicele lui Israel, plângeți pe Saul, cel ce v-a îmbrăcat în purpură cu podoabe și v-a pus pe haine podoabe de aur!
25. Cum au căzut vitejii în toiul luptei! Ucis a fost Ionatan pe înalțimile tale, Israele!
26. Frate Ionatane, întristat sunt după tine, căci tu mi-ai fost foarte scump și iubirea ta a fost pentru mine mai presus de iubirea femeiască!
27. Cum au căzut cei viteji! Pierit-a arma de război!””